# 欽定皇朝通典
| 十通               |
| 《通典》           |
| 《通志》           |
| 《文献通考》       |
| 《续通典》         |
| 《续通志》         |
| 《续文献通考》     |
| 《清朝通典》       |
| 《清朝通志》       |
| 《清朝文献通考》   |
| 《清朝续文献通考》 |

《欽定皇朝通典》，即《清朝通典》，清代嵇璜、劉墉等於乾隆三十二年奉敕撰，五十二年（1787年）完成，所載典章制度自清初至乾隆五十年止。為十通之一。又與《欽定皇朝通志》、《欽定皇朝文獻通考》及《清朝續文獻通考》，合稱「清朝四通」。

## 內容
《清朝通典》，全書一百卷，體例同《續通典》，子目略有調整，體例與《通典》、《續通典》一致，分食貨、選舉、職官、禮、樂、兵、刑、州郡、邊防九門，惟細目則依清朝典章制度的實際而作相應的調整增刪。該書綜合《大清會典》、《大清律例》、《大清一統志》等成書材料而纂成，分門別類，便於檢閱。

## 目錄
《清朝通典》九典目錄：食貨典十七卷（卷一至十七）、選舉典五卷（卷十八至二十二）、職官典十八卷（卷二十三至四十）、禮典二十二卷（卷四十一至六十二）、樂典五卷（卷六十三至六十七）、兵典十二卷（卷六十八至七十九）、刑典十卷（卷八十至八十九）、州郡典七卷（卷九十至九十六）、邊防典四卷（卷九十七至一百）。

## 提要
《四庫提要》：「以八門隸事，一如杜佑之舊。其中條例則或革或因。如《錢幣》附於《食貨》，《馬政》附於《軍禮》，《兵制》附於《刑法》。於理相近，於義有取者，今亦無所更易。至於古今異制，不可強同。如《食貨典》之榷酤、算緡，《禮典》之封禪，前朝弊法，久已為聖代所除。即一例從刪，不復更存虛目。又《地理典》以統包歷代，分並靡常，疆界參差，名稱舛互。故推原本始，以九州提其大綱。今既專述本朝，自宜敬遵今制。況乎威弧震疊，式廓昄章。東屆出日之邦，西括無雷之國。山河兩戒，並隸職方。近複戡定冉駹，開屯列戍。皇輿廣闊，更非九州舊界所能包。故均以《大清一統志》為斷，不更以《禹貢》州域紊昭代之黃圖。至杜氏述唐朝掌故與歷代共為一書，故皆分綴篇終。其文簡略，亦體裁所限，不得不然。今則專勒一編，式昭國典，當法制修明之世，鴻猷善政，史不勝書。故卷目加繁，溢於舊笈。且杜氏所采者，惟開元禮為詳。今則謨烈昭垂，各成完帙。禮有《大清通禮》、《皇朝禮器圖式》；樂有《聖祖御制律呂正義》、《皇上御制律呂正義後編》；刑有《大清律例》；兵有《中樞政考》；地理有《皇輿表》、《大清一統志》、《欽定日下舊聞考》、《盛京通志》、《熱河志》、《滿洲源流考》、《皇輿西域圖志》。又有《大清會典》及《則例》總其綱領，八旗及六部則例具其條目。故縷分件系，端委詳明，用以昭示萬年，誠足媲美乎官禮。又豈杜氏之掇拾殘文、裒合成帙所可同日語哉。」

## 版本
- 《欽定皇朝通典》，四庫全書刻本，清乾隆五十二年。[2]
- 《皇朝通典》，杭州浙江書局刊本，清光緖八年(1882)。[3]
- 《十通》第三種，《皇朝通典》，上海商務印書館刊本，民國二十四年(1935年)。[4]
- 《清朝通典》，臺北新興書局刊本，民國四十七年(1958年)。[4]

## 註解
1. ↑  欽定四庫全書總目提要
2. ↑  國立故宮博物館藏書
3. ↑  中華民國國家圖書館善本藏書
4. 1 2  中華民國國家圖書館藏書

## 延伸阅读
[在维基数据编辑]
 在维基文库阅读本作品原文（ 在维基共享资源阅览影像）
 《皇朝通典 (四庫全書本)》